# Lars Anderson
Pour les articles homonymes, voir Anderson.
Lars Eric Anderson (né le 25 septembre 1987 à Oakland, Californie, États-Unis) est un joueur de premier but de la Ligue majeure.

## Carrière
Après des études secondaires à la Jesuit High School de Carmichael (Californie), Lars Anderson est drafté le 6 juin 2006 par les Red Sox de Boston au 18e tour de sélection. Il perçoit un bonus de 825 000 dollars à la signature de son premier contrat professionnel le 8 août 2006. 
Classé 25e dans la liste des 50 meilleurs espoirs du baseball majeur selon MLB.com en 2009, Anderson se distingue entre autres en ligues mineures par son excellente moyenne au bâton contre les lanceurs gauchers, ce qui est moins fréquent chez un joueur de baseball frappant de la gauche.
Il fait ses débuts dans les majeures le 6 septembre 2010. C'est le 8 septembre qu'il réussit son premier coup sûr dans les grandes ligues, obtenu du lanceur Matt Garza des Rays de Tampa Bay.
Anderson est échangé aux Indians de Cleveland le 31 juillet 2012 en retour du lanceur droitier Steven Wright. Anderson est envoyé au club-école de Columbus et ne joue pas pour les Indians.
Le 11 décembre 2012, les Indians échangent Anderson, l'arrêt-court Didi Gregorius et le lanceur gaucher Tony Sipp aux Diamondbacks de l'Arizona contre les lanceurs droitiers Trevor Bauer, Matt Albers et Bryan Shaw. Le 1er février 2013, Anderson est perdu par les Diamondbacks lorsque les White Sox de Chicago le réclament au ballottage. Au début des camps d'entraînement le 25 février 2013, c'est au tour des Blue Jays de Toronto de réclamer le joueur de premier but au ballottage. Les Jays l'échangent aux White Sox de Chicago le 1er avril 2013.
Il joue en ligues mineures avec des clubs affiliés aux White Sox de Chicago en 2013, aux Cubs de Chicago en 2014 et aux Dodgers de Los Angeles en 2015.

## Statistiques
| Saison | Équipe | G  | AB | R | H | 2B | 3B | HR | RBI | SB | BA   |
| ------ | ------ | -- | -- | - | - | -- | -- | -- | --- | -- | ---- |
| 2010   | Boston | 18 | 35 | 4 | 7 | 1  | 0  | 0  | 4   | 0  | .200 |
| Totaux | Totaux | 18 | 35 | 4 | 7 | 1  | 0  | 0  | 4   | 0  | .200 |

Note : G = Matches joués ; AB = Passages au bâton; R = Points ; H = Coups sûrs ; 2B = Doubles ; 3B = Triples ; 
HR = Coup de circuit ; RBI = Points produits ; SB = Buts volés ; BA = Moyenne au bâton.